# Atros Rockfam
Atros Rockfam, de son vrai nom Stevenson Telfort, né le 13 juin 1980 à Port-de-Paix, Haïti est membre fondateur et rappeur du groupe RockFam. 

## Biographie
Stevenson Telfort, né le 13 juin 1980 à Port-de-Paix, Haïti, est un rappeur haïtien reconnu. Il est l'un des membres fondateurs du groupe de rap RockFam . Actif depuis les années 2000, il a joué un rôle important dans la redaction de nombreuses textes pour le groupe. En 2022, il a épousé Florma Jacob.

### Parcours academiques
Il a fait ses études primaires à l'Ecole Des Freres Saint Joseph de Port-de-Paix. Ensuite, il a fait de 6eme secondaire à la troisieme au College Notre Dame de Lourdes (CNDL) de 1994 à 1997. Enfin, il a fait de seconde jusqu'à la Terminale au Lycee Horatius Laverture de 1997 à 2001.
Il a poursuivi des études en Sciences Informatiques à l'INUKA de 2002 à 2006, et en sciences juridiques de 2012 à 2014, bien qu'il n'ait pas achevé cette dernière formation. Actuellement, il est étudiant  mémorant en  Sciences Politiques à l’Université Quisqueya.

### Parcours professionnel
Il a debuté sa carriere professionnelle comme professeur. Il a enseigné la physique et les mathématiques pendant sept ans. 
Sa passion pour la musique a été précoce, commençant à l'âge de 14 ans. En 2004, il a cofondé le groupe RockFam avec son petit frère "Pikan" et d'autres proches comme Knaggs, Big Jim et Fatal. Le groupe, enraciné dans le quartier de Delmas à Port-au-Prince, est devenu une voix influente de la scène musicale haïtienne.
Malgré ses engagements académiques et politiques, Stevenson a décidé de se consacrer entièrement à la musique. RockFam a marqué l'histoire avec des albums emblématiques comme "Saw paka konprann", "Yon lòt vizyon", "Pa gen pasen", "Afichew", et leur dernier opus "Demaske" sorti en novembre 2017. Stevenson, connu sous son nom de scène Atros, a contribué à faire de RockFam non seulement un groupe musical, mais une légende de la culture populaire haïtienne, alliant talent artistique et engagement social.
Sa carrière a été marquée par de nombreux succès et collaborations. Avec RockFam, Atros a sorti plusieurs albums qui ont eu un impact significatif sur la jeunesse haïtienne, abordant des thèmes variés tels que l'injustice sociale, la politique et la vie quotidienne en Haïti. Sa musique, caractérisée par des textes profonds et une production soignée, a rapidement trouvé une audience fidèle.

### Vie personnelle et événements récents
En février 2021, Atros a été gravement blessé dans un accident de la route, ce qui a suscité une grande inquiétude parmi ses fans. Plus récemment, il a été victime d'une agression armée, ce qui a de nouveau mis en lumière les problèmes d'insécurité en Haïti,,. 
Le rappeur haïtien Stevenson Telfort, connu sous le nom de Atros, a été grièvement blessé après avoir reçu sept balles lors d'une attaque armée à Delmas 75. Les agresseurs ont tiré sur Atros et un autre homme. Bien que blessé, Atros n'était pas la cible principale de l'attaque.
En 2023, il s'est marié avec Florma Jacob lors d'une cérémonie qui a fait les gros titres en Haïti en présence de sa famille, de ses amis et quelques rappeurs de Rockfam,.

#### Contributions et Influence
Atros n'est pas seulement un artiste, mais aussi un commentateur social. Il a souvent utilisé sa plateforme pour aborder des questions politiques et sociales importantes. Par exemple, il a critiqué la composition du gouvernement haïtien dans ses œuvres musicales, soulignant les besoins et les attentes du peuple haïtien ,.
Il a également été actif dans les collaborations, travaillant avec d'autres artistes pour créer des œuvres puissantes et influentes. Un exemple notable est sa participation à la chanson "Kile nap konprann" avec d'autres rappeurs, une œuvre qui appelle à une prise de conscience collective face aux défis de la société haïtienne.